# Elecciones estatales de Puebla de 2018
Las Elecciones estatales de Puebla de 2018, denominadas oficialmente por la autoridad electoral como Proceso Electoral Local 2017-2018, se realizaron el domingo 1 de julio de 2018. Son organizadas por el Instituto Estatal Electoral y por el Instituto Nacional Electoral, de forma simultánea con las elecciones federales. En los comicios locales se renovarán los siguientes cargos de elección popular:
- Gobernador del Estado de Puebla. Titular del Poder Ejecutivo del estado, electo para un periodo de seis años no reelegibles en ningún caso. En donde resultó elegida la candidata de la coalición "Por Puebla al Frente" Martha Érika Alonso.
- 41 diputados del Congreso del Estado. De los cuales 26 serán electos por mayoría relativa y 15 por representación proporcional.
- 217 ayuntamientos. Compuestos por un presidente municipal y sus regidores. Electos para un periodo de tres años, no reelegibles para el periodo siguiente.

## Cargos
En estos comicios se elegirá al gobernador de Puebla, titular del poder ejecutivo del Estado, para un periodo de seis años a partir del 14 de diciembre de 2018, también se renovarán los 41 escaños del Congreso del Estado, de los cuales 26 serán electos por el principio de mayoría simple y 15 por representación proporcional. Los diputados conformarán la LX Legislatura estatal a partir del 15 de septiembre de 2018. Igualmente serán electos los miembros de los ayuntamientos de los 217 municipios que conforman al estado, para un periodo de tres años a partir del 15 de octubre de 2018. Para homologar estos comicios con las elecciones federales de 2018, en julio de 2011 el Congreso del Estado aprobó una reforma para permitir la elección de un gobernador para un periodo de dos años en las elecciones estatales de 2016.
De forma simultaneanea a estos comicios se realizarán elecciones locales en otros 29 estados y en todo el país se llevarán a cabo elecciones federales, en las que se votará para renovar al presidente de México y a los representantes de Puebla en el Congreso de la Unión.

## Legislación
El 20 de julio de 2017 el Congreso del Estado de Puebla aprobó adelantar el inicio del proceso electoral a inicios de noviembre de ese año, y no a finales del mismo. El 3 de octubre el Instituto Nacional Electoral (INE), utilizando su facultad de atracción, modificó el calendario electoral del estado para homologarlo al del resto del país.
El periodo de precampaña empezará el 2 de febrero de 2018 y concluirá el 11 de febrero para diputados locales y ayuntamientos, para la gubernatura terminará hasta el 13 de marzo. Los candidatos independientes tienen hasta el 2 de febrero de 2018 para recolectar firmas de apoyo. El periodo de campaña abarcará del 29 de abril al 27 de junio y las elecciones se realizarán el 1 de julio de 2018.
El Instituto Electoral del Estado de Puebla determinó que hubiera un único debete entre los candidatos a la gubernatura, el cual sería celebrado el jueves 13 de junio. Posteriormente la autoridad electoral decidió cambiar la fecha al lunes 10 de junio debido a la cercanía de la primera fecha con el inicio de laCopa Mundial de Fútbol en Rusia. El debate se realizará a las 20:00 en el Hotel Marriot de Puebla y será moderado por el periodista Juan Carlos Valerio Córdoba.

### Partidos políticos
En las elecciones estatales tienen derecho a participar los nueve partidos políticos nacionales con registro: Partido Acción Nacional (PAN), Partido Revolucionario Institucional (PRI), Partido de la Revolución Democrática (PRD), Partido del Trabajo (PT), Partido Verde Ecologista de México (PVEM), Movimiento Ciudadano (MC), Nueva Alianza (PANAL), Movimiento Regeneración Nacional (MORENA), y Partido Encuentro Social (PES). Igualmente pueden participar los dos partidos locales con registro: Compromiso por Puebla y Pacto Social de Integración.

### Candidaturas independientes
Los aspirantes a una candidatara independiente en las elecciones estatales deben presentar una carta de intención al Instituto Estatal Electoral entre el 2 y el 26 de diciembre de 2017, siendo validadas por el instituto el 6 de enero de 2018. Entre el 8 de enero y el 6 de febrero los aspirantes deberán recolectar un número de firmas de apoyo de ciudadanos equivalente al 3% del padrón electoral de la circunscripción por la que compiten. Para la gubernatura los aspirantes deberán recolectar cerca de 130 mil apoyos. La recolección de firmas se hará mediante una aplicación para celular desarrollada por el Instituto Nacional Electoral (INE) en todo el estado, con excepción de 22 municipios de la entidad, en los que se permitirá la recolección de apoyos en papel debido a la falta de acceso a internet por la alta marginación de las localidades. Los aspirantes a la gubernatura que logren cumplir los requisitos recibirán su registro como candidatos el 29 de marzo y los aspirantes a diputaciones y ayuntamientos el 20 de abril.

## Elecciones internas

### Por Puebla al frente
Durante 2017 el Partido Acción Nacional (PAN), el Partido de la Revolución Democrática (PRD) y el partido Movimiento Ciudadano (MC) establecieron una coalición para las elecciones federales de 2018 bajo el nombre Por México al Frente. En el estado de Puebla esta alianza se formalizó el 20 de enero de 2018 bajo el nombre de Por Puebla al Frente, con la inclusión de los partidos locales Pacto Social de Integración (PSI) y Compromiso por Puebla (CPP).
En el Estado de Puebla la alianza operará solo en 54 municipios, en el resto de los ayuntamientos los partidos competirán por separado. El PAN designará al candidato a la gubernatura del estado. La alianza competirá en 22 de las 26 diputaciones locales, participando cada partido por separado en las otras cuatro. El PAN designará candidatos en 10 distritos, el PRD en 6, Movimiento Ciudadano y Compromiso por Puebla en 3 cada uno y el PSI en solo un distrito.
Dentro del Partido Acción Nacional los aspirantes a la gubernatura del estado fueron Javier Lozano Alarcón, senador del Congreso de la Unión; Luis Banck Serrato, presidente municipal de Puebla de Zaragoza; Eduardo Rivera Pérez, expresidente municipal de Puebla de Zaragoza; y Martha Érika Alonso, esposa del exgobernador de Puebla Rafael Moreno Valle y secretaria general del PAN en la entidad. Dentro del PRD los aspirantes a la gubernatura eran Roxana Luna Porquillo, excandidata del partido en 2016 para ese cargo y Enrique Cárdenas Sánchez, exrector de la Universidad de las Américas de Puebla (UDLAP).
El 23 de enero de 2018 el Partido Acción Nacional nombró a Martha Érika Alonso —esposa del exgobernador de Puebla, Rafael Moreno Valle, y secretaria general del partido en la entidad— como la candidata de la coalición Por Puebla al Frente para la gubernatura del estado.

### Partido Revolucionario Institucional

Emblema del PRI.

Dentro del Partido Revolucionario Institucional (PRI) varias personas compitieron por la candidatura al gobierno del estado. Enrique Doger, expresidente municipal de Puebla de Zaragoza de 2005 a 2008 y delegado del IMSS en el estado; Juan Carlos Lastiri, expresidente municipal de Zacatlán y subsecretario de la Secretaría de Desarrollo Agrario, Territorial y Urbano; Javier López Zavala, quien ya fue candidato del partido a la gubernatura de Puebla en 2010; Juan Manuel Vega Rayet, delegado de la Secretaría de Desarrollo Social; Lucero Saldaña Pérez y Ricardo Urzúa Rivera, senadores del Congreso de la Unión. Otros interesados en la candidatura del partido que terminaron abandonando son Blanca Alcalá Ruíz, excandidata del PRI a la gubernatura del estado en 2016, después de haber sido nombrada embajadora de México en Colombia; Alberto Jiménez Merino, quién fue nombrado como delegado estatal de la Comisión Nacional del Agua; y Jorge Estefan Chidiac, dirigente estatal del PRI, quién se descartó para la candidatura.
El 28 de enero de 2018 Enrique Doger se registró como precandidato único del PRI a la gubernatura de Puebla.

### Juntos Haremos Historia

Partidos de la coalición Juntos Haremos Historia.

En diciembre de 2017 los partidos Movimiento Regeneración Nacional (Morena), Partido del Trabajo (PT) y Partido Encuentro Social (PES) establecieron una coalición para las elecciones federales bajo el nombre Juntos Haremos Historia. El 7 de enero de 2018 los tres partidos concretaron un convenio de coalición específico para el estado de Puebla, en que acordaron competir juntos en por lo menos el 30% de los municipios de la entidad. El resto de los ayuntamientos se dividirán en 50% para Morena, 25% para el PT y 25% para el PES, dejando solo un ayuntamiento del estado en que no se establecerá la coalición de partidos. De las 15 diputaciones locales, Morena postulará los candidatos en 6 distritos, el PT y Encuentro Social en 4 cada uno y en un distrito no aplicará el convenio de coalición.
Dentro del Movimiento Regeneración Nacional los aspirantes a la gubernatura del estado fueron Miguel Barbosa Huerta, senador del Congreso de la Unión; Rodrigo Abdala Dartigues, diputado federal del Congreso de la Unión; Alejandro Armenta Mier, expresidente municipal de Acatzingo, secretario de desarrollo social del estado durante la gubernatura de Mario Marín Torres y expresidente estatal del PRI; José Juan Espinosa, presidente municipal de San Pedro Cholula; Abelardo Cuéllar Delgado y Alonso Aco Cortés.
En agosto de 2017, Morena designó una terna de militantes para definir a su coordinador territorial en el estado, puesto considerado como preámbulo a la elección como candidato a la gubernatura. Rodrigo Abdalá, Abelardo Cuéllar y Alonso Aco Cortés fueron designados para aparecer en la terna para el puesto, sin embargo, el escogido mediante una encuesta realizada en el estado fue Miguel Barbosa Huerta. El 30 de enero de 2018 Barbosa pidió licencia de su cargo como senador y se registró como candidato de la coalición a la gubernatura del estado.

### Partido Verde Ecologista de México

Emblema del Partido Verde.

El Partido Verde Ecologista de México compite en las elecciones federales en alianza con el Partido Revolucionario Institucional (PRI) y con el partido Nueva Alianza dentro de la coalición Todos por México, sin embargo, a nivel estatal ha decidido participar en solitario en varios estados de la república, incluyendo Puebla. Entre los aspirantes a la gubernatura por el partido Verde estaban Juan Carlos Natale, diputado del Congreso del Estado de Puebla y Antonio Kuri, delegado estatal del Instituto del Fondo Nacional de la Vivienda para los Trabajadores (infonavit). El 11 de marzo, el partido Verde registró como su candidato a la gubernatura a Michel Chaín, exsecretario de Competitividad, Trabajo y Desarrollo Económico en la administración del gobernador José Antonio Gali Fayad.

### Partido Nueva Alianza

Emblema de Nueva Alianza.

El Partido Nueva Alianza consideró establecer una coalición con el PAN, partido con el que ya se había vinculado en las elecciones estatales de 2010 y 2016. Igualmente había considerado aliarse con el Partido Revolucionario Institucional y el Partido Verde después de haber conformado la alianza Todos por México para las elecciones federales de ese año. El 20 de enero de 2018 el partido decidió competir en solitario en las elecciones locales de Puebla.
Entre los posibles candidatos del partido a la gubernatura están el exsecretario estatal de desarrollo social Gerardo Islas Maldonado, la diputada del congreso del Estado de Puebla Maiella Gómez Maldonado y los exregidores de Puebla de Zaragoza Silvia Argüello y Gustavo Espinosa Vázquez. El 10 de enero el dirigente estatal del partido, Emilio Salgado, le ofreció la postulación a la candidatura al exalcalde de Puebla de Zaragoza, Eduardo Rivera Pérez. Previamente Salgado ya se había referido a Rivera como «un buen perfil para la gubernatura». El 11 de marzo el partido Nueva Alianza registró a Alejandro Romero Carreto, notario en Huejotzingo, como su candidato a la gubernatura de Puebla.

### Candidaturas independientes
El 7 de enero de 2018 el Instituto Estatal Electoral aprobó 28 aspiraciones a una candidatura independiente en las elecciones estatales y otorgó una prórroga a otras 9. Para el 9 de enero otras tres aspiraciones fueron validadas. Del total de 31 aspiraciones estatales, 3 son para el puesto de gobernador, 4 para alguna diputación y 24 para algún ayuntamiento. Los aspirantes deberán reunir la cantidad de firmas requerida para su respectiva circunscripción antes del 6 de febrero para tener derecho a participar en las elecciones locales. Los aspirantes a la gubernatura del estado mediante una candidatura independiente fueron el exrector de la Universidad de las Américas de Puebla (UDLAP) Enrique Cárdenas Sánchez, el abogado Israel de Jesús Ramos González y Jorge Morales Alducín.
El 26 de febrero de 2018, ante una demanda interpuesta por Cárdenas Sánchez y Ramos González, el Tribunal Electoral del Poder Judicial de la Federación concedió una prórroga de 30 días para la recolección de firmas para las candidaturas independientes a la gubernatura.

## Campaña
Las elecciones estatales empezaron el 29 de mayo. El candidato de Morena, Miguel Barbosa inició su campaña exponiendo sus propuestas en un mitin en el Museo Poblano de Arte Virreinal, en Puebla de Zaragoza. Martha Alonso, candidata del PAN, empezó presentando su declaración patrimonial, fiscal y de intereses de acuerdo a lo establecido por la iniciativa ciudadana 3de3. Enrique Doger del PRI inició su campaña con un mitin en el Centro de Convenciones Puebla William O. Jenkins en Puebla de Zaragoza. El candidato de Nueva Alianza, Alejandro Romero, empezó su campaña en un salón social al sur de la capital del estado y el candidato del Partido Verde, Michel Chaín, canceló su evento de inicio de campaña por falta de asistentes.
El 24 de mayo el candidato a gobernador de Nueva Alianza, Alejandro Romero, renunció a su postulación tras un acuerdo con la dirigencia nacional de su partido. El 7 de junio Luis Castro, presidente nacional de Nueva Alianza, anunció que su partido apoyaría la candidatura de Martha Erika Alonso, de la coalición Por Puebla al Frente, para la gubernatura del estado.

## Encuestas de intención de voto
| Encuestadora      | Fecha                   | Muestra            | Miguel Barbosa | Martha Érika | Enrique Doger | Alejandro Romero | Michel Chaín | Otro  | NC/NS  | Margen de error |
| ----------------- | ----------------------- | ------------------ | -------------- | ------------ | ------------- | ---------------- | ------------ | ----- | ------ | --------------- |
| Encuestadora      | Fecha                   | Muestra            |                |              |               |                  |              | Otro  | NC/NS  | Margen de error |
| Arias Consultores | 17 de diciembre de 2017 | 3864 encuestados   | 18.8%          | 21.4%        | 9.8%          | -                | -            | 43.7% | 6.3%   | ±2.0%           |
| Massive Caller    | 16 de enero de 2018     | 1000 encuestados   | 22.1%          | 21.4%        | -             | -                | -            | 30.0% | 26.5%  | ±3.2%           |
| Massive Caller    | 24 de enero de 2018     | 1000 encuestados   | 26.5%          | 22.3%        | -             | -                | -            | 32.2% | 19.0%  | ±3.2%           |
| Massive Caller    | 14 de febrero de 2018   | 1000 encuestados   | 27.6%          | 22.6%        | 15.2%         | -                | -            | 15.0% | 19.5%  | ±3.2%           |
| Massive Caller    | 21 de febrero de 2018   | 1000 encuestados   | 30.7%          | 29.3%        | 15.1%         | -                | -            | 3.4%  | 21.2%  | ±3.2%           |
| Arias Consultores | 24 de febrero de 2018   | 5363 encuestados   | 35.2%          | 23.1%        | 24.1%         | -                | -            | -     | 17.6%  | ±2.2%           |
| Massive Caller    | 27 de febrero de 2018   | 1000 encuestados   | 33.3%          | 27.3%        | 15.9%         | -                | -            | 3.6%  | 19.6%  | ±3.2%           |
| Massive Caller    | 6 de marzo de 2018      | 1000 encuestados   | 29.5%          | 30.0%        | 16.9%         | -                | -            | 3.0%  | 20.3%  | ±3.2%           |
| Massive Caller    | 13 de marzo de 2018     | 1000 encuestados   | 29.9%          | 32.2%        | 16.2%         | 0.9%             | 2.6%         | 1.3%  | 20.2%  | ±3.2%           |
| Arias Consultores | 5 de abril de 2018      | 6896 encuestados   | 37.2%          | 25.5%        | 16.5%         | -                | -            | -     | 20.7%  | ±1.2%           |
| Opinión Pública   | 8 de abril de 2018      | 500 encuestados    | 26.4%          | 29.6%        | 16.4%         | 1.0%             | 2.6%         | 5.8%  | 18.2%  | Sin datos       |
| Opinión Pública   | 25 de abril de 2018     | Sin datos          | 33.4%          | 31.2%        | 16.7%         | 1.3%             | 0.2%         | 7.1%  | 10.1%  | Sin datos       |
| Opinión Pública   | 7 de mayo de 2018       | 500 encuestados    | 36.4%          | 30.5%        | 17.7%         | 1.3%             | 1.8%         | 4.4%  | 7.9%   | ±4.4%           |
| Arias Consultores | 18 de mayo de 2018      | 1725 encuestados   | 37%            | 25%          | 19%           | -                | -            | -     | 20%    | ±1.2%           |
| Opinión Pública   | 23 de mayo de 2018      | 500 encuestados    | 31.7%          | 34.3%        | 14.3%         | 2.3%             | 1.5%         | 5.5%  | 10.4%  | ±4.4%           |
| Arias Consultores | 30 de mayo de 2018      | 1518 encuestados   | 47.40%         | 23.40%       | 18.20%        | -                | -            | -     | 10.90% | ±5%             |
| Opinión Pública   | 4 de junio de 2018      | 500 encuestados    | 38.7%          | 29.6%        | 14.3%         | 0.5%             | 1.5%         | 0.3%  | 7.2%   | ±4.4%           |
| Arias Consultores | 7 de junio de 2018      | 1655 encuestados   | 48.3%          | 19.0%        | 23.2%         | -                | -            | -     | 9.5%   | ±5%             |
| Berumen/Ipsos     | 12 de junio de 2018     | 13 000 encuestados | 35.9%          | 28.6%        | 11.3%         | 0.5%             | 1.3%         | 9.7%  | 12.9%  | Sin datos       |
| Arias Consultores | 13 de junio de 2018     | 1951 encuestados   | 47.6%          | 30.3%        | 15.2%         | -                | -            | -     | 6.9%   | ±5%             |
| Reforma           | 20 de junio de 2018     | 1000 personas      | 38%            | 41%          | 18%           | -                | 3%           | -     | -      | ±4.2%           |
| Arias Consultores | 20 de junio de 2018     | 1906 encuestados   | 47.8%          | 27.1%        | 13.3%         | -                | -            | -     | 11.8%  | ±5%             |
| Arias Consultores | 26 de junio de 2018     | 4436 encuestados   | 47.9%          | 27.2%        | 12.4%         | -                | -            | -     | 12.4%  | ±5%             |

## Resultados electorales

### Congreso del Estado de Puebla

Diputados LVIII Legislatura del Congreso del Estado de Puebla.

|  | 35.70 % |

|  | 22.45 % |

|  | 17.17 % |

|  | 4.68 % |

|  | 4.06 % |

|  | 3.24 % |

|  | 3.10 % |

|  | 2.87 % |

|  | 2.61 % |

|  | 2.30 % |

|  | 1.83 % |

|  | 5.48 % |

|  | 100 % |

### Ayuntamientos
|  | 17.89 % |

|  | 26.74 % |

|  | 3.93 % |

|  | 3.54 % |

|  | 3.94 % |

|  | 23.59 % |

|  | 4.36 % |

|  | 3.13 % |

|  | 3.32 % |

|  | 3.00 % |

|  | 1.22 % |

|  | 95.75 % |

|  | 4.25 % |

1. ↑  En cinco ayuntamientos se convocó a elecciones extraordinarias para 2019.[74]

## Irregularidades
En el día de la jornada electoral se reportó robo de urnas, violencia, asesinatos y amenazas para votar a favor de la candidata a gobernadora panista, esposa del exgobernador de Puebla, Rafael Moreno Valle. Morena presentó un recurso de inconformidad con los resultados debido a las numerosas irregularidades y solicitó la anulación de la elección. Dicho expediente se tramitó en la Sala Superior del Tribunal Electoral del Poder Judicial de la Federación, que finalmente falló a favor de Alonso al considerar que aquellas irregularidades no «afectaron el computo final de la elección».